# Sphaerius africanus
Sphaerius africanus är en skalbaggsart som först beskrevs av Endrödy-younga 1997.  Sphaerius africanus ingår i släktet Sphaerius och familjen strandsandbaggar. Inga underarter finns listade i Catalogue of Life.